# 雙龍洞 (韓國)
雙龍洞（：／ Ssangyong-dong */?）是韓國忠清南道天安市西北區的一個法定洞，分為雙龍1洞、雙龍2洞和雙龍3洞，面積合共4.29平方公里。人口有81197人。

## 出生名人
- LE：原名安孝珍，韓國女子組合EXID成員，在雙龍洞出生。[1]
- 李善彬：原名李真京，韓國女演員。

## 車站

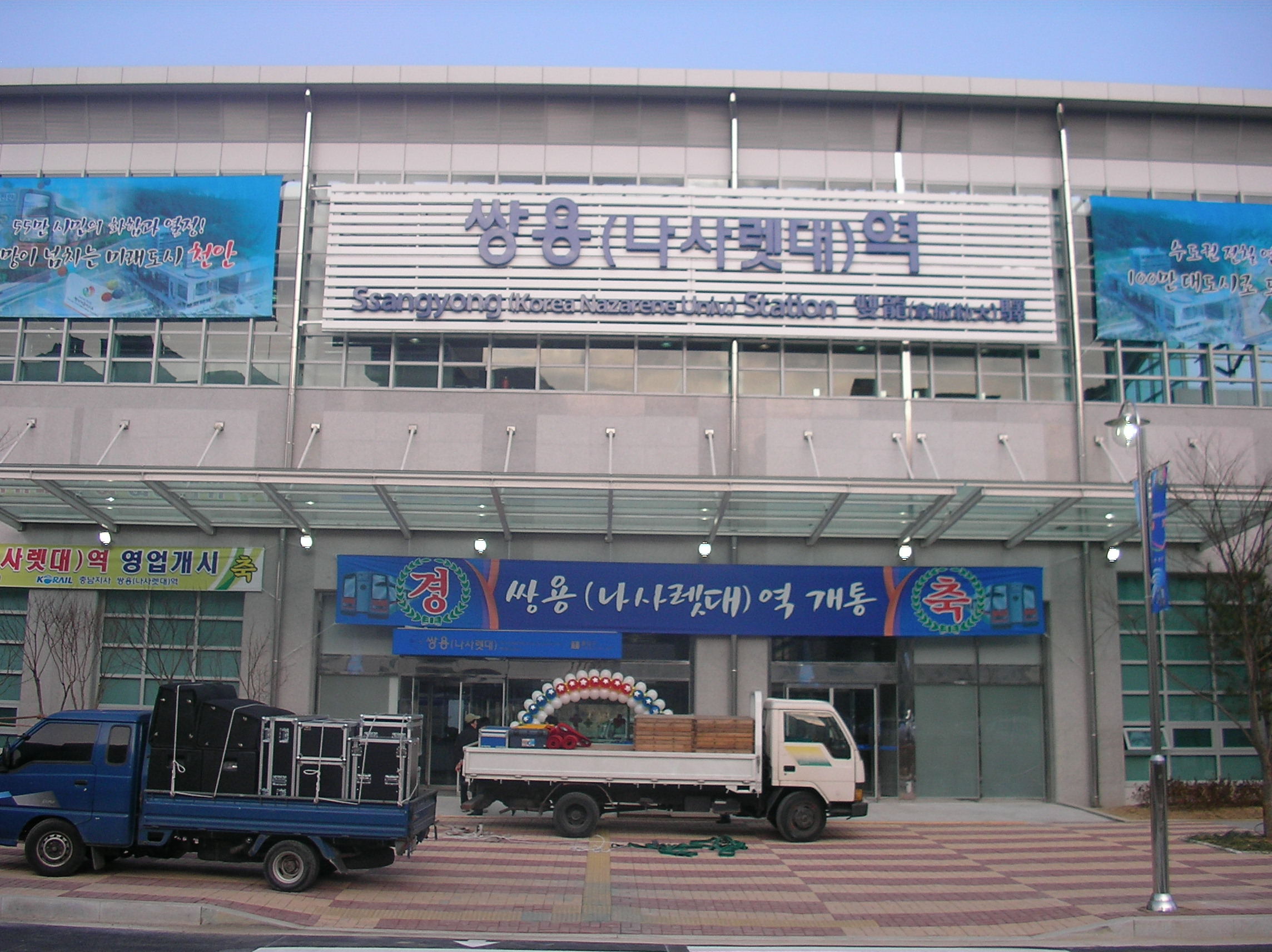
韓國鐵道公社雙龍站外觀

- 双龙站 (忠清南道)

## 學校
- 拿撒勒大學校（朝鲜语：나사렛대학교）
- 天安雙龍高等學校（朝鲜语：천안쌍용고등학교）

## 外部連結
- 雙龍1洞官方網站
- 雙龍2洞官方網站 （页面存档备份，存于）
- 雙龍3洞官方網站